# جاكي ماكلين
جاكي ماكلين (بالإنجليزية: Jackie McLean)‏ هو قائد فرقة ‏ وعازف جاز وملحن أمريكي، ولد في 17 مايو 1931 في نيويورك في الولايات المتحدة، وتوفي في 31 مارس 2006 في هارتفورد في الولايات المتحدة.

## وصلات خارجية
- جاكي ماكلين على موقع IMDb (الإنجليزية)
- جاكي ماكلين على موقع الموسوعة البريطانية (الإنجليزية)
- جاكي ماكلين على موقع ميوزك برينز (الإنجليزية)
- جاكي ماكلين على موقع أول ميوزيك (الإنجليزية)
- جاكي ماكلين على موقع ديسكوغز (الإنجليزية)
- جاكي ماكلين على موقع قاعدة بيانات الفيلم (الإنجليزية)